# Леннгрен, Анна Мария
Анна-Мария Леннгрен, урожденная Malmstedt (швед. Anna Maria Lenngren; 18 июня 1754 года, Уппсала — 8 марта 1817 года, Стокгольм) — шведская поэтесса. Отец и брат Анны-Марии также были поэтами. Одним из её наиболее известных стихотворений является Några ord till min kära dotter, ifall jag hade någon  («Советы моей дорогой дочери…»). Написала несколько сатирических стихотворений — Hans nåds morgonsömn nåds morgonsömn («Его светлости утренняя дремота») и Grevinnans besök («Визит графини»).

## Биография

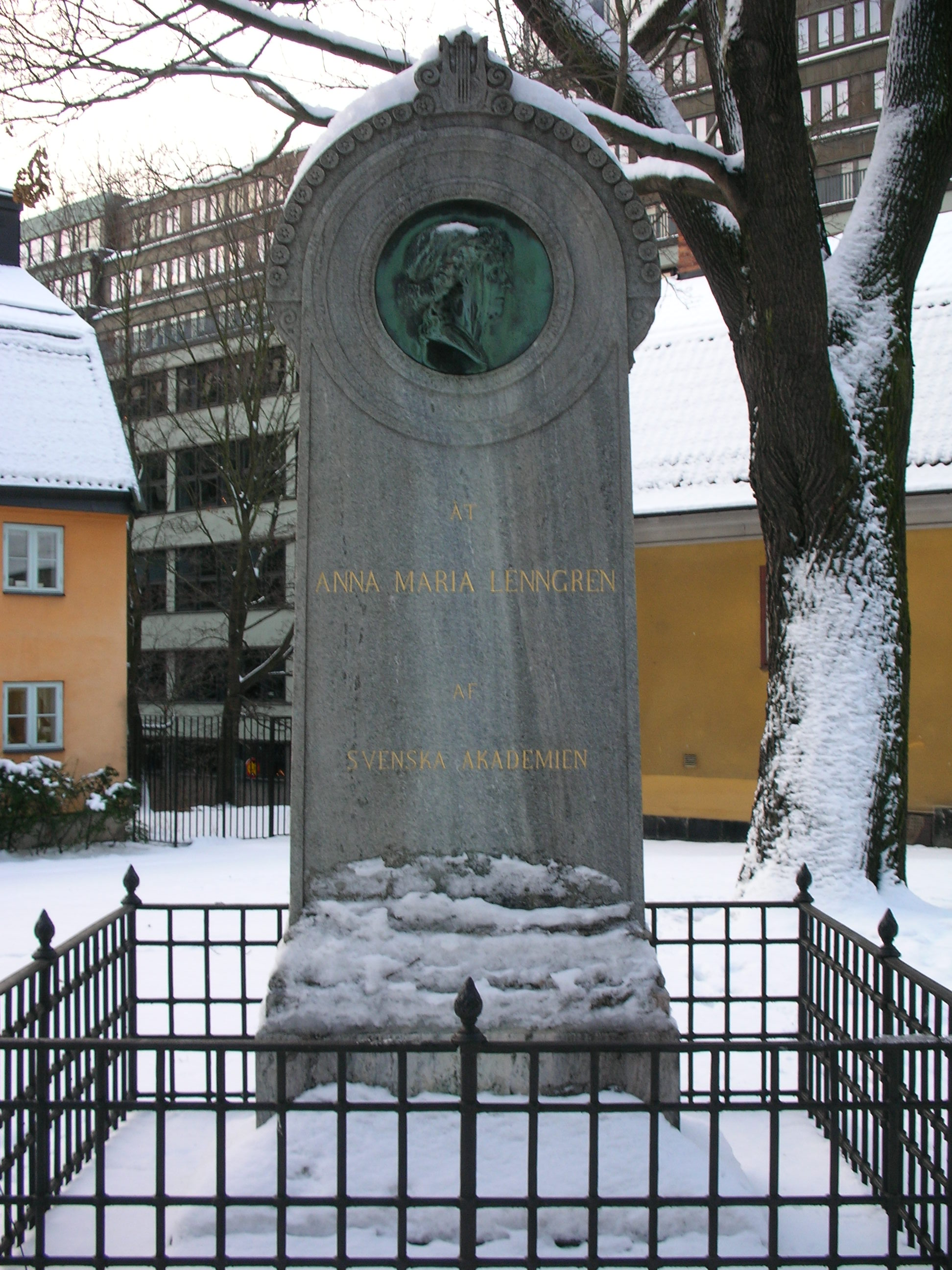
Надгробный памятник на могиле Леннгрен на кладбище в Стокгольме

Анна-Мария Леннгрен родилась 18 июня 1754 года в старинном шведском городе Уппсала. Её отец, поэт Magnus Brynolf Malmstedt (1724—1798) — был профессором латинского языка в Уппсальском университете, мать — Märta Johanna Florin (ск. 1788). Отец, член Моравской церкви занимался благотворительной деятельностью; в 1772 году он организовал в своем доме школу для бедных детей. Брат Анны-Марии, Йохан Магнус (1749—1780) писал светские стихи.
В молодости Анна-Мария Леннгрен имела антирелигиозные настроения, интересовалась эпохой просвещения. Ее гуманизм и стремление к социальной справедливости сформировалось под влиянием отца. Анна-Мария была приверженцей простого и скромного образа жизни.

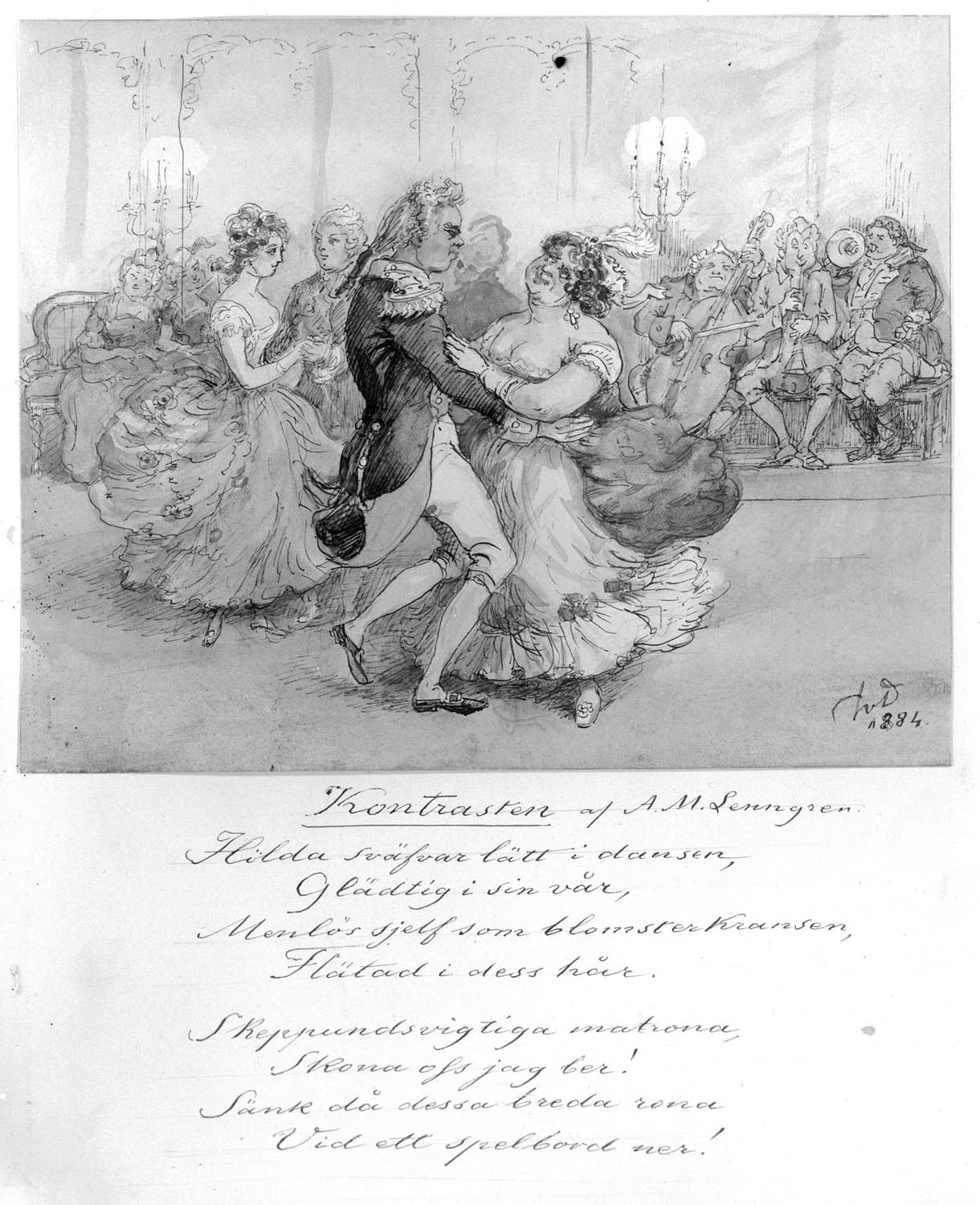
Художник Фриц фон Дардел (Fritz von Dardel). Иллюстрация произведения Анны Марии Леннгрен «Контраст», 1884 г.

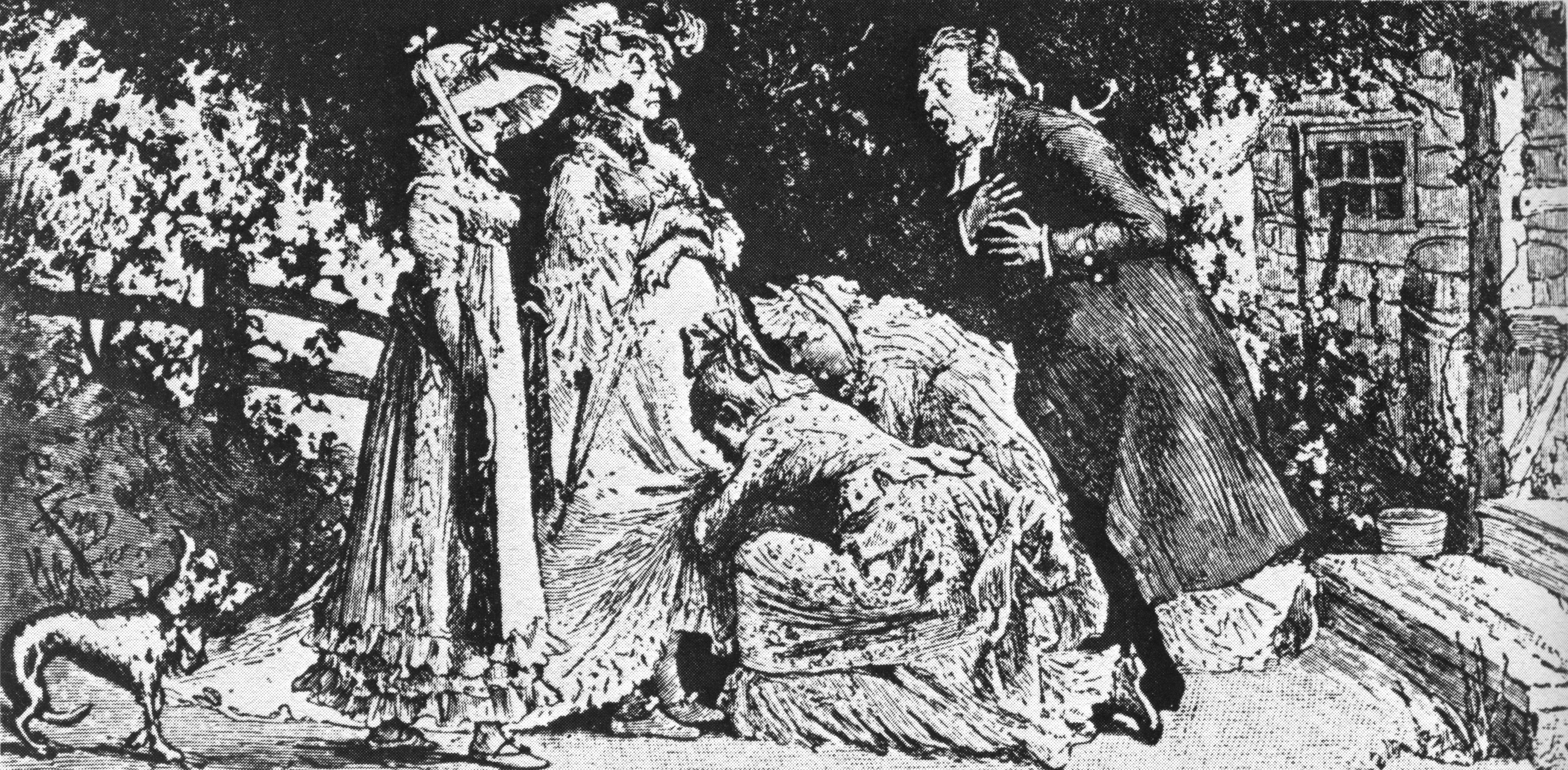
Иллюстрация Карла Ларссона к роману Леннгрен «Grevinnans»

Отец рано обнаружил стремление дочери к занятию литературой. Он дал ей хорошее образование — Анна-Мария изучала дома латинскую и античную классическую литературу. Ее любимым поэтом был Гораций. В 1770-х годах Анна-Мария начала литературную деятельность, писала эпиграммы, занималась переводами, писала под псевдонимами статьи в прессе. В 1772 году опубликовала первое стихотворение «På mademoiselle Anna Lovisa Pahls saliga hemfärds dag, den 14 Maji 1772, die Corona» под своим именем.

Серебряная медаль с изображением Леннгрен, 1818 год.

В 1776 году по заказу герцога Карла, брата короля Швеции, она перевела на шведский язык французскую оперетту Люсиль. За сделанный перевод была награждена золотыми часами герцогиней Гедвигой Елизаветой Шарлоттой Гольштейн-Готторпской.
Произведения Леннгрен пользовались в Швеции большим успехом. В 1774 году она стала членом литературного общества в Уппсале. В 1775 году стала членом Королевского общества наук и литературы в Гётеборге.
В 1780 году Леннгрен вышла замуж за чиновника Карла Петра Леннгрена (1750—1827), главного редактора шведской газеты Stockholms-Posten. С 1778 года Анна-Мария публиковала свои произведения в этом издании, но после свадьбы и до 1780 года стала публиковаться там под псевдонимом. Брак привел к большим переменам в жизни писательницы. Она публиковалась под псевдонимами, отказалась от своих взглядов на интеллектуальную эмансипацию женщин. Утверждала, что женщины должны избегать интеллектуального труда, в пользу исполнения материнских обязанностей.
В свое время Леннгрен организовала литературный салон, который стал центром культурной жизни города. Салон посещали шведские поэты Карл Густав аф Леопольд, Нильс фон Розенштейн, Михаил Франс Франсен и др.
Леннгрен умерла 8 марта 1817 года от рака молочной железы в возрасте 62 лет, похоронена в Стокгольме на кладбище Церкви Святой Клары.

## Литературная деятельность
Анна-Мария Леннгрен дебютировала, как поэт, в 1770-х годах. В своих коротких произведениях она использовала сатиру, сарказм, и иронию, пародировала пасторали, оперу и балладу.

## Наследие
Анна-Мария Леннгрен является одной из самых известных поэтесс в истории Швеции. После смерти поэтессы, ее произведения неоднократно публиковалась на протяжении ХІХ, ХХ и XXI веков.
Первым её посмертным сборником был сборник под названием Skaldeförsök («Попытки поэзии»). Ее переписка с ее другом Густафос аф Леопольдом была опубликована в 1795—1798 годах.